# Luz de octubre
Luz de octubre (título original en inglés: October Light) es una novela del escritor estadounidense John Gardner, publicada en 1976. La obra fue galardonada con el National Book Critics Circle Award en la categoría de ficción. Es considerada una de las novelas más ambiciosas y formalmente experimentales del autor.

## Sinopsis
La novela narra la conflictiva relación entre un hermano y una hermana ancianos, James y Sally, que viven juntos en una aislada casa en Vermont. Tras una discusión particularmente violenta, James rompe la televisión de Sally, lo que lleva a esta a encerrarse en su habitación con sólo una novela popular barata como entretenimiento. A través de esta historia dentro de la historia, Gardner crea un juego de narraciones paralelas que exploran temas como la violencia, la represión, la libertad individual y la naturaleza de la ficción.

## Estructura y estilo
Luz de octubre destaca por su estructura narrativa compleja. Alterna capítulos que narran la vida real de los protagonistas con capítulos que reproducen íntegramente la novela que Sally está leyendo. Esta técnica metanarrativa permite a Gardner reflexionar sobre el papel de la literatura, el entretenimiento y la alienación cultural en la sociedad contemporánea estadounidense.

## Temas
La novela examina temas como:
- El conflicto generacional y cultural en la América rural.
- El aislamiento físico y emocional.
- El papel de los medios de comunicación y la cultura popular.
- La posibilidad de redención a través de la lectura y la introspección.

A través del contraste entre el mundo real y la ficción pulp que consume Sally, Gardner plantea una crítica al pensamiento conservador y a la cultura del entretenimiento pasivo.

## Recepción crítica
La novela fue recibida con elogios por su originalidad y profundidad temática. Fue seleccionada como ganadora del National Book Critics Circle Award en 1976. Críticos como John Leonard y Geoffrey Wolff alabaron el estilo de Gardner, su dominio de la forma literaria y la agudeza con la que retrata los conflictos ideológicos y personales.

## Traducciones y ediciones
Luz de octubre ha sido traducida a diversos idiomas, incluido el español. La traducción más conocida en lengua castellana fue publicada por la editorial Edhasa. En inglés, la novela ha sido reeditada en varias ocasiones, especialmente tras la muerte de Gardner en 1982.